# 金巻兼一
金巻 兼一（かねまき けんいち、1964年1月20日 - 、AB型／水瓶座）は、日本の脚本家、劇作家、作曲家。「オフィス：ぎんがみ」主宰。脚本家としてはアニメを中心に活動している。別名「チャーリー」。東京都出身。日本大学櫻丘高等学校卒。日本大学文理学部ドイツ文学科卒。

## 人物概要
脚本家・渡邉由自に師事し、テレビアニメ『ゲゲゲの鬼太郎』の第90話「妖精ニクスの青い涙」でデビュー。1992年に『元気爆発ガンバルガー』で自身初のシリーズ構成を務める（同作品完結後に発売されたヴォーカルアルバムの新録曲の作曲も手掛けた）。2002年の東京桜組公演『夢ときどき晴れ。』で劇作家デビューを果たす。なお、声優の鳥海勝美とは、大学時代の同期である。
1996年、参加していたラジオ番組『ラジオ声優グランプリ』で意気投合した千葉千恵巳らとバンド「ゆら」を結成し音楽活動を再開。ゆらから千葉を除いたメンバーによる「アル・ルカン」（ヴォーカルは成田紗矢香）、ヴォーカル以外はアル・ルカンと同じメンバーによる「耳袋（仮）」、自身のリーダーバンド「ta2℃」（たつどし）などでライブ活動を展開し、自身が執筆した戯曲の公演での音楽も担当している。
2017年から6年間、映画美学校で脚本コースの講師を務めた。

## 主な作品

### アニメ
1987年
- ゲゲゲの鬼太郎

1989年
- かりあげクン

1990年
- まじかる☆タルるートくん
- ロードス島戦記

1991年
- おばけのホーリー
- 絶対無敵ライジンオー

1992年
- 元気爆発ガンバルガー（ストーリーコーディネイト）
- チロリン村物語
- 魔法のプリンセス ミンキーモモ

1993年
- 熱血最強ゴウザウラー
- 無責任艦長タイラー

1994年
- 勇者警察ジェイデッカー
- 真拳伝説タイトロード（シリーズ構成）

1995年
- 獣戦士ガルキーバ（シリーズ構成）
- 聖羅ヴィクトリー（原案）

1996年
- はりもぐハーリー
- セイバーマリオネットJ

1997年
- AIKa（シリーズ構成）
- またまたセイバーマリオネットJ

1998年
- 遊☆戯☆王
- サイレントメビウス
- 魔術士オーフェン
- どっきりドクター
- セイバーマリオネットJ to X

1999年
- 魔術士オーフェン Revenge

2000年
- サクラ大戦TV
- 炎のらびりんす（構成）
- BOYS BE…（シリーズ構成）
- タイムボカン2000 怪盗きらめきマン
- 天使禁猟区
- マシュランボー

2001年
- ナジカ電撃作戦
- 超GALS!寿蘭
- 新白雪姫伝説プリーティア （シリーズ構成）
- スターオーシャンEX（シリーズ構成）
- ギャラクシーエンジェル

2002年
- 藍より青し（チーフライター）[1]
- デュエル・マスターズ

2003年
- 藍より青し〜縁〜（シリーズ構成）
- 君が望む永遠（シリーズ構成）
- 魔探偵ロキ RAGNAROK（シリーズ構成）

2004年
- 勇午〜交渉人〜（シリーズ構成）
- 低俗霊DAYDREAM（シリーズ構成）
- tactics（シリーズ構成）
- 月詠 -MOON PHASE-

2005年
- ぱにぽにだっしゅ!（シリーズ構成）
- 地獄少女（シリーズ構成）

2006年
- 地獄少女 二籠（シリーズ構成）
- ネギま!?（シリーズ構成）

2007年
- エル・カザド（シリーズ構成）
- AIKa R-16:VIRGIN MISSION
- さよなら絶望先生（シリーズ構成）[2]

2008年
- 薬師寺涼子の怪奇事件簿
- 無限の住人
- 夏目友人帳（シリーズ構成）
- 地獄少女 三鼎（シリーズ構成）
- TYTANIA -タイタニア-（シリーズ構成[3]）※第1話 - 第13話

2009年
- 続 夏目友人帳（シリーズ構成）
- 神曲奏界ポリフォニカ クリムゾンS（シリーズ構成）
- AIKa ZERO（シリーズ構成）
- 11eyes（シリーズ構成）

2010年
- 怪盗レーニャ

2013年
- アラタカンガタリ〜革神語〜

2017年
- 地獄少女 宵伽（シリーズ構成）

2018年
- あるゾンビ少女の災難

2019年
- ゾイドワイルドZERO

### 戯曲
- 夢ときどき晴れ。（東京桜組 2002年 佐藤勝一と共筆）
- 思い出色の輪舞（東京桜組 2002年）
- FREEBIRD〜ジュークボックスの追憶（演劇企画K-GUN 2003年）
- 愛故にら・るる（おしばい軍団もずくぁんず 2004年）

### 舞台音楽
- 夢ときどき晴れ。（東京桜組 2002年）
- 思い出色の輪舞（東京桜組 2002年）
- 曲がり角の悲劇（演劇企画K-GUN 2003年）
- FREEBIRD〜ジュークボックスの追憶（演劇企画K-GUN 2003年）
- The Spell on the doll ～もうひとつの扉（劇団Dark Moon 2003年）
- 愛故にら・るる（おしばい軍団もずくぁんず 2004年）
- 白のカノン（おしばい軍団もずくぁんず 2005年）

### 劇伴（サウンドトラック）
- ドラマCD「ウチの嫁はどうでしょう?」(2015年)
- ドラマCD「本好きの下剋上」シリーズ(2017年～)
- ドラマCD「おかしな転生」（2018年）
- ドラマCD「穏やか貴族の休暇のすすめ。」シリーズ（2019年～）
- ドラマCD「淡海乃海 水面が揺れる時」シリーズ（2021年～）
- ドラマCD「新しいゲーム始めました。～使命もないのに最強です?～」シリーズ（2022年～）

### 音楽アルバム
- 「初月夜」 ゆら (2000年)
- 「彩顧　金巻兼一舞台音楽集 2002～2005」 (2009年)
- 「黎我詩 Legacy」 金巻兼一 (2024年)　配信中

### 書籍
- 真時空伝説ガルキーバ　上・下（電撃文庫 1996年)
- 蒼い波紋のラプソディ（富士見ミステリー文庫 2002年）

### ラジオ番組
- ラジオ声優グランプリ（構成作家、コーナーアシスタント[4]）

## 備考
1. ↑  “藍より青し : 作品情報”. アニメハック 2020年4月11日閲覧。
2. ↑  “さよなら絶望先生 : 作品情報”.   アニメハック. 2020年10月16日閲覧。
3. ↑  “スタッフ&キャスト”. NHKアニメワールド　タイタニア 2016年5月6日閲覧。
4. ↑  構成作家としては金巻、アシスタントとして話す場合はチャーリーと名義を使い分けており、金巻として投稿に文章でコメントすることはあっても、直接話すことはなかった。最終回で初めて金巻として登場し、その声から同一人物であることがリスナーへ知らされた。そうした理由は、金巻として出るよりも、チャーリーとして出た方がパーソナリティも構えずに話しやすいという配慮だったと語っている。